# Montboyer
Montboyer ist eine französische Gemeinde mit 329 Einwohnern (Stand: 1. Januar 2022) im Département Charente in der Region Nouvelle-Aquitaine. Die Gemeinde gehört zum Arrondissement Angoulême und zum 2017 gegründeten Gemeindeverband Lavalette Tude Dronne.

## Geografie
Montboyer liegt im Süden der historischen Provinz Angoumois, etwa 40 Kilometer südsüdwestlich von Angoulême. Umgeben wird Montboyer von den Nachbargemeinden Saint-Martial im Norden und Nordwesten, Montmoreau im Nordosten, Bors (Canton de Tude-et-Lavalette) im Osten und Nordosten, Bellon im Osten, Courlac im Südosten, Orival und Chalais im Süden, Curac im Südwesten, Brie-sous-Chalais im Westen und Südwesten sowie Saint-Laurent-des-Combes im Westen und Nordwesten.

## Bevölkerungsentwicklung
| Jahr                       | 1962 | 1968 | 1975 | 1982 | 1990 | 1999 | 2006 | 2013 |
| Einwohner                  | 664  | 595  | 538  | 489  | 440  | 415  | 412  | 391  |
| Quellen: Cassini und INSEE |      |      |      |      |      |      |      |      |

## Sehenswürdigkeiten
- Kirche Saint-Vincent aus dem 18. Jahrhundert

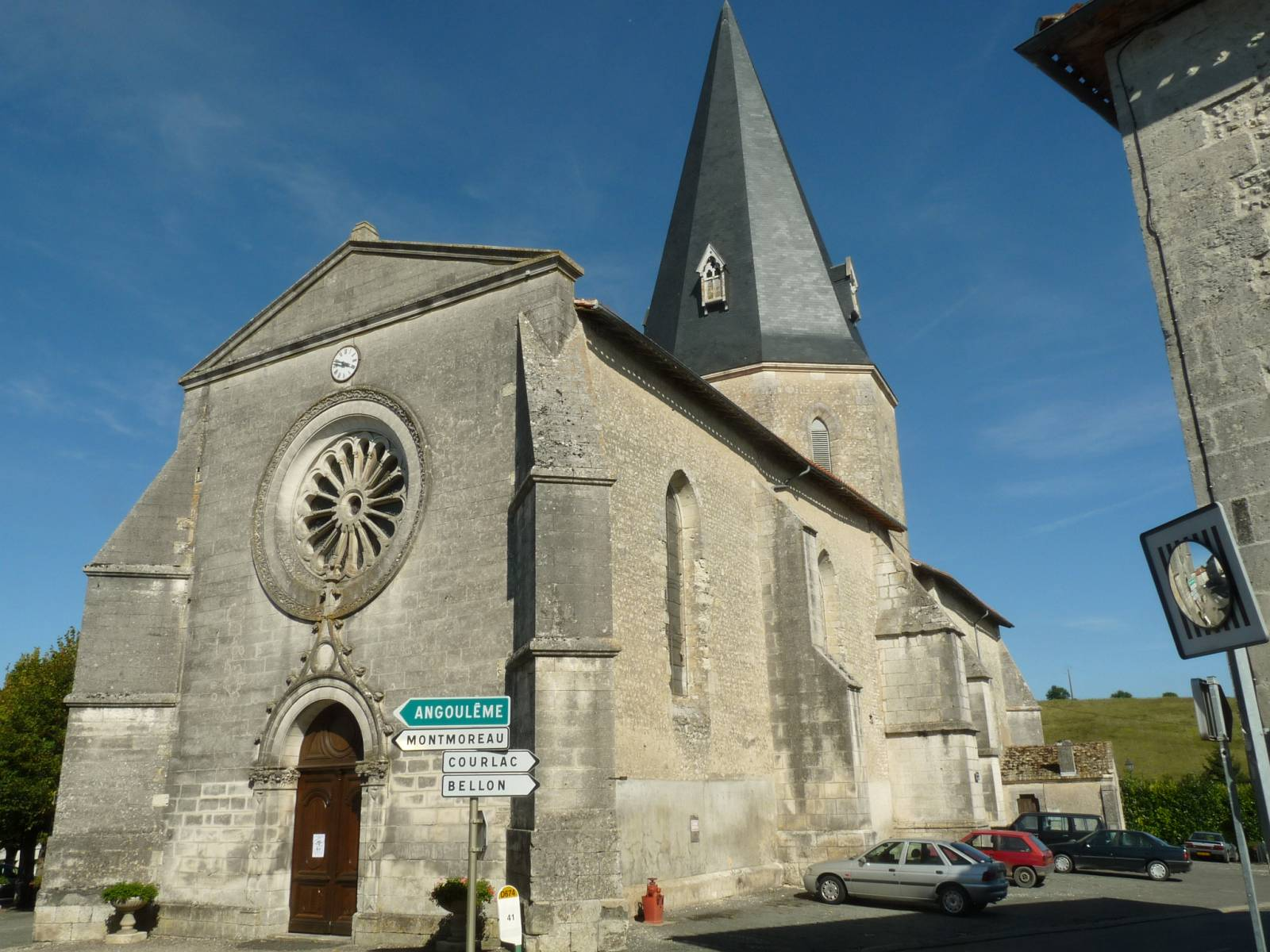
Kirche Saint-Vincent